# Lancashire
Lancashire er et engelsk grevskab ved det Irske Hav.
Grevskabet grænser op til Cumbria, North Yorkshire, West Yorkshire, Greater Manchester,  Merseyside og de selvstændige unitary authorities Blackpool og Blackburn med Darwen.
Lancashire er opdelt i lokaldistrikterne: Burnley, Chorley, Fylde, Hyndburn, Lancaster, Pendle, Preston, the Ribble Valley, Rossendale, South Ribble, West Lancashire og Wyre.
Lancashires befolkningstal blev i 2016 anslået til 1.485.000.
Dets navn kommer af Lancaster + shire.
Grevskabet blev etableret i 1182. I den engelske jordebog fra Vilhelm Erobrerens tid, Domesday Book, blev det anset som en part af Cheshire og af Yorkshire. Dets grænser var Cumberland, Westmorland, Yorkshire og Cheshire.
Det moderne administrative område er i dag mindre end det var tidligere på grund af en selvstyrereform.
Den 1. april 1974 kom Furness-området i det nordlige Lancashire under det nye engelske grevskab Cumbria, den sydøstlige del til Greater Manchester, og det sydvestlige blev til Merseyside
Warrington og de omkringliggende distrikter med landsbyerne Winwick og Croft samt Risley og Culcheth blev indlemmet i Cheshire. En del af West Riding of Yorkshire ved Clitheroe blev ligeledes overført til Lancashire.
I 1998 blev Blackpool og Blackburn med Darwen selvstændige amter "unitary authorities", men forblev i Lancashire rent ceremonielt af historiske årsager, lige som brand, redningstjeneste og politi.

## Bymæssige området i Lancashire
Bemærk: nogle af disse steder ligger ikke længere i Lancashire.
- Accrington, Adlington
- Bacup, Bamber Bridge, Barrow-in-Furness, Barnoldswick, Bickerstaffe, Blackburn, Blackpool, Bolton, Burnley, Burscough
- Carnforth, Chipping, Chorley, Clayton-le-Moors, Cleveleys, Clitheroe, Colne
- Dalton, Darwen
- Earby
- Fleetwood, Freckleton
- Galgate, Garstang, Gisburn, Goosnargh, Great Harwood
- Haslingden, Heysham, Hoghton
- Kirkham
- Lancaster, Lathom, Leyland, Liverpool, Longridge, Lytham
- Manchester, Mawdesley, Morecambe
- Nelson
- Ormskirk, Oswaldtwistle
- Padiham, Parbold, Pendle, Poulton-le-Fylde, Preston
- Rawtenstall, Ribchester, Rufford
- Silverdale, Skelmersdale, Slaidburn, St Annes
- Thornton, Trawden, Tyldesley
- Upholland
- Warrington, Whalley

## Historie
Lancashire har givet navn til Hertugdømmet Lancaster, der har været i personalunion med England siden 1413. 

## Seværdigheder
- Arnside and Silverdale AONB
- Astley Hall
- Bank Hall
- Beacon Fell
- Blackburn Cathedral
- Blackpool Pleasure Beach
- Blackpool Tower
- Blackpool Zoo
- British Commercial Vehicle Museum, Leyland
- Camelot Theme Park
- Clitheroe Castle
- Darwen Tower
- East Lancashire Railway
- Forest of Bowland: Area of Outstanding Natural Beauty
- Gawthorpe Hall, Padiham
- Harris Museum
- Helmshore Mills Textile Museum
- Hoghton Tower
- Irwell Sculpture Trail
- Lancaster Castle
- Lancaster Cathedral
- Lathom Park Chapel, site of Lathom Hall, seat of the Earls of Derby
- Lytham Hall
- Leighton Moss nature reserve, Royal Society for the Protection of Birds
- Martin Mere, Wildfowl and Wetlands Trust nature reserve, Burscough
- Morecambe Bay
- Museum of Lancashire
- Pendle Hill
- The Pennines
- Ribble Steam Railway
- Rivington Pike
- Rufford Old Hall
- Samlesbury Hall
- St Walburge's Church
- Stonyhurst College – manor house dating from 1592, now a Jesuit public school
- Towneley Hall, Burnley
- Queen Street Mill, Burnley
- West Lancashire Light Railway
- West Pennine Moors
- Williamson Park and the Ashton Memorial
- Witton Country Park
- Yarrow Valley Park
- White Coppice
- Haigh Hall

- Ashton Memorial, Lancaster
- Bank Hall, Bretherton, jakobit-herregård. På grunden står Lancashires ældste takstræ og et af to fælede sequoiaer i Storbritannien
- Blackpool Tower, færdiggjort i 1894
- Clitheroe Castle
- Rivington Pike, nær Horwich, på toppen af West Pennine Moors, er en af de mest populære vandredestinationer i landet. På klare dage kan hele countiet ses herfra.
- Queen Street Mill, verdens eneste tilbageværende damp-drevne bomuldsvæve-maskine. Ligger i Burnley